# Estação Ferroviária de Torre da Gadanha
A Estação Ferroviária de Torre da Gadanha, originalmente denominada de Monte-Mór, é uma gare encerrada da Linha do Alentejo, situada no concelho de Montemor-o-Novo, em Portugal. Foi construída para servir a localidade de Montemor-o-Novo, tendo servido como término-entroncamento com o Ramal de Montemor durante o seu funcionamento, entre 1909 e 1989.

## Descrição
Em Janeiro de 2011, contava com três vias de circulação, que tinham 550, 420 e 380 m de comprimento; as plataformas tinham 170 e 129 m de extensão, e 55 e 40 cm de altura.

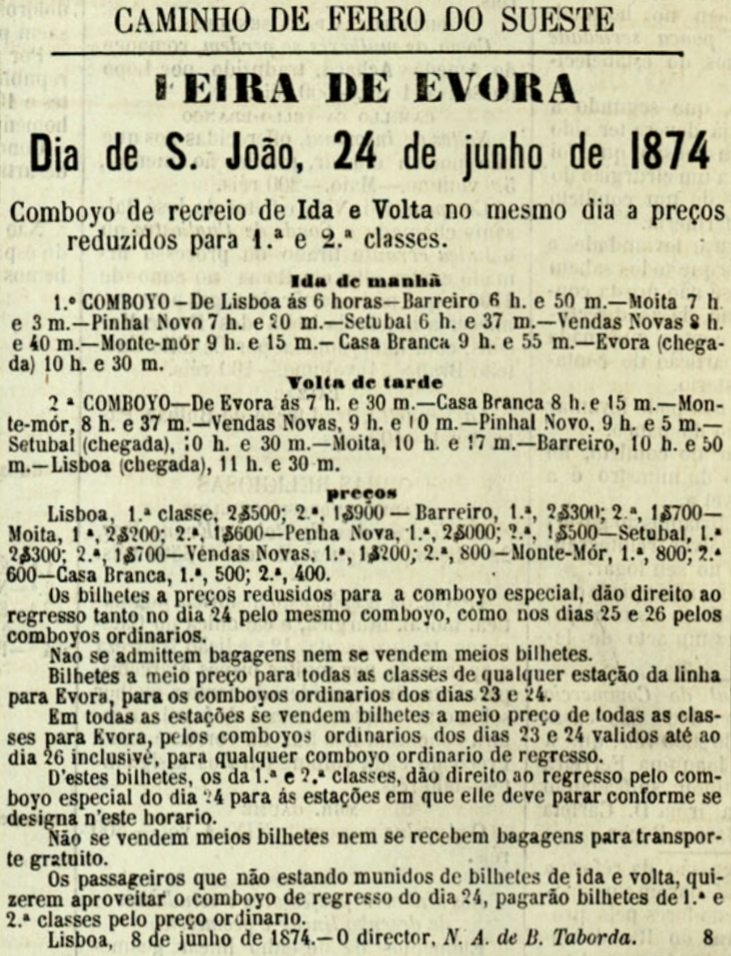
Anúncio de 1874 do Caminho de Ferro do Sueste, onde esta estação surge com o nome de Monte-Mór

## História
Esta interface insere-se no troço da Linha do Alentejo entre Vendas Novas e Casa Branca, que abriu à exploração em 14 de Setembro de 1863, pela Companhia dos Caminhos de Ferro do Sueste.
Em meados de 1909, o nome desta estação foi alterado de Montemór para Torre da Gadanha. O Ramal de Montemor entrou ao serviço em 2 de Setembro desse ano.
Em 1933, a Comissão Administrativa do Fundo Especial de Caminhos de Ferro aprovou a instalação de uma báscula de vinte toneladas, e no ano seguinte autorizou a modificação das rasantes das vias, de forma a obter um patamar. Em 1948, Torre da Gadanha sofreu obras de ampliação.
O Ramal de Montemor encerrou em 1989.